# مائير كاهانا
مائير ديفد كاهانا (بالعبرية: מאיר דוד כהנא (אמיר כהנא)) (ولد في 1 آب / أغسطس 1932، وتوفي في 5 تشرين الثاني / نوفمبر 1990) عُرف أيضًا بعدة أسماء مستعارة مثل: «مايكل الملك» و«ديفيد سيناء». هو حاخام إسرائيلي ومؤسس حركة كاخ وعضو سابق في البرلمان الإسرائيلي (الكنيست). اشتهر بالعداء الكبير للعرب. كانت خطة كاهانا وآرائه السياسية هي تهجير فلسطينيي الداخل من أراضيهم إلى دول عربية لكي تكون إسرائيل يهودية بشكل تام بدون وجود العنصر العربي في الدولة. اسمه الأصلي «مارتن ديفد» ولد في نيويورك، ودرس في معاهدها الدينية اليهودية، وعين حاخاما للجالية اليهودية فيها. انضم إلى حركات «بيتار» و«بني عكيفا»، ثم أسس «لجنة حماية اليهودية» عام 1968 في الولايات المتحدة، التي جعلت هدفها السعي لمواجهة الدعوات اللاسامية من جهة ومساعدة اليهود من جهة أخرى في مواجهة أي هجوم يتعرضون له. وقد ألقت الشرطة الفدرالية الأميركية القبض على كهانا عام 1971 بسبب وجود سلاح غير مرخص في حوزته، وقد أُطلق سراحه بكفالة من أحد زعماء المافيا في نيويورك، مما أثار الشبهات حول علاقته مع المافيا.
وأعلنت المحكمة العليا في إسرائيل عن رفضها قبول تسجيل قائمة (كاخ) رسميا لخوض انتخابات الكنيست 12، فعاد كهانا إلى نشاطه غير البرلماني في نيويورك محرضا ضد العرب والفلسطينيين، إلى أن اغتيل عام 1990 في نيويورك على يد المواطن الأمريكي من الاصول المصرية سيد نصير، أثناء مشاركته في إحدى الندوات في أحد الفنادق في الولايات المتحدة. أما حركته كاخ فلا زالت تعمل رغم عدم اعتبار القانون لها.
وبعد أعوام من مقتل الحاخام كهانا قُتل ابنه في عملية نفذها مسلحون فلسطينيون على الطريق بين
نابلس ورام الله خلال انتفاضة الأقصى وقُتلت زوجة الابن أيضاً في العملية نفسها.
اصدارت عدة مؤلفات منها كتاب لن يحدث هذا مرة أخرى! برنامج من أجل البقاء عام 1974 يتضمن هذا الكتاب مناقشة مفصلة لفلسفة رابطة الدفاع اليهودية، ويروي تاريخ الاضطهاد اليهودي والحاجة إلى المقاومة.

## روابط خارجية
- مائير كاهانا على موقع IMDb (الإنجليزية)
- مائير كاهانا على موقع الموسوعة البريطانية (الإنجليزية)
- مائير كاهانا على موقع مونزينجر (الألمانية)
- مائير كاهانا على موقع إن إن دي بي (الإنجليزية)
- مائير كاهانا على موقع قاعدة بيانات الفيلم (الإنجليزية)